# Leo Meier
Leo Meier (* 1995 in Berlin) ist ein deutscher Schauspieler und Dramatiker.

## Leben
Leo Meier wuchs in Duisburg auf. Erste Bühnenerfahrungen sammelte er im Jugendclub „Spieltrieb“ am Theater Duisburg.  Ursprünglich wollte er Profi-Fußballspieler werden und spielte zehn Jahre in verschiedenen Fußballmannschaften. Nach dem Abitur studierte er zunächst Theaterwissenschaften, Germanistik und Philosophie an der Ruhr-Universität Bochum, bevor er 2015 ein Schauspielstudium an der Folkwang Universität der Künste in Bochum aufnahm. Für seine Abschlussinszenierung 2019 entwickelte er gemeinsam mit Rudi Klein und Yannik Heckmann das Theaterstück Tote gehen nicht ins Kino, das mit dem Folkwang-Preis ausgezeichnet wurde.
Meiers Theaterstück zwei herren von real madrid erschien im S. Fischer Verlag und wurde 2022 auf dem Heidelberger Stückemarkt mit dem SWR2-Hörspielpreis ausgezeichnet.
Als Schauspieler war er in Theaterproduktionen am Bochumer Rottstraße 5 Theater, am Schauspielhaus Bochum, am Schauspielhaus Hamburg und auf Kampnagel zu sehen. Im Rahmen von Hochschulproduktionen gastierte Meier im Theaterzentrum Zeche 1 in Bochum, am Al-Kasaba-Theater in Ramallah, am Thalia-Theater in Hamburg und bei den Ruhrfestspielen.
Daneben spielt Meier in Film- und Fernsehproduktionen. In der TV-Krimikomödie Sörensen hat Angst (2020) spielte er an der Seite von Bjarne Mädel den jungen Kriminalkommissaranwärter Malte Schuster. In der 22. Staffel der ZDF-Serie SOKO Leipzig (2022) übernahm Meier eine Episodenhauptrolle als tatverdächtiger Chefbuchhalter Oscar Uhland. In der 18. Staffel der ZDF-Serie Notruf Hafenkante (2023) hatte er eine Episodenhauptrolle als tatverdächtiger Tanzlehrer Patrick Volkmann.  In Jöns Jönssons Kinofilm Axiom, der seine Premiere im bei den Internationalen Filmfestspielen Berlin hatte, ist Meier in einer Nebenrolle zu sehen.
Leo Meier lebt in Berlin.

## Filmografie (Auswahl)
- 2019: Die Vergänglichkeit des Bernd Hasselhuhn (Kurzfilm)
- 2020: Sörensen hat Angst (Fernsehfilm)
- 2021: Heute stirbt hier (K)ainer (Fernsehfilm)
- 2022: SOKO Leipzig: Einsame Wölfe (Fernsehserie, eine Folge)
- 2022: Axiom (Kinofilm)
- 2023: Der vermessene Mensch (Kinofilm)
- 2023: Ein Fall für zwei: Kleine Fische (Fernsehserie, eine Folge)
- 2023: Sörensen fängt Feuer (Fernsehfilm)
- 2023: One for the Road (Kinofilm)
- 2023: Ein starkes Team – Kurierfahrt in den Tod (Fernsehreihe)
- 2023: Notruf Hafenkante: Der letzte Tanz (Fernsehserie, eine Folge)
- 2024: Unter anderen Umständen: Nordwind (Fernsehreihe)
- 2025: SOKO Leipzig: Schwarz ist alle Farben (Fernsehserie, eine Folge)
- 2025: Köln 75 (Kinofilm)